# البحرين في الألعاب الأولمبية الصيفية 2020
من المتوقع أن تنافس البحرين في دورة الألعاب الأولمبية الصيفية 2020 في طوكيو. كان من المقرر في الأصل أن تقام في الفترة من 24 يوليو إلى 9 أغسطس 2020، وقد أُجِلَت الألعاب إلى 23 يوليو إلى 8 أغسطس 2021، بسبب وباء كوفيد-19. وهذا هو الظهور العاشر على التوالي للبحرين في دورة الألعاب الأولمبية الصيفية.

## الحاصلون على الميداليات
| الميدالية | الإسم             | الرياضة     | الحدث             | التاريخ |
| --------- | ----------------- | ----------- | ----------------- | ------- |
| فضية      | كالكيدان جيزاهيجن | ألعاب القوى | 10000 متر للسيدات | 7 أغسطس |

## المنافسين
فيما يلي قائمة بعدد المتنافسين في الألعاب. لاحظ أن الاحتياطيات في كرة اليد لا تحسب:
| رياضة       | رجال | نساء | مجموع |
| ----------- | ---- | ---- | ----- |
| ألعاب القوى | 2    | 2    | 4     |
| ملاكمة      | 1    | 0    | 1     |
| كرة اليد    | 14   | 0    | 14    |
| مجموع       | 17   | 2    | 19    |

## ألعاب القوى
حقق الرياضيون البحرينيون أيضًا معايير الدخول ، إما عن طريق وقت التأهل أو التصنيف العالمي ، في سباقات المضمار والميدان التالية (بحد أقصى 3 رياضيين في كل حدث):
- Note–Ranks given for track events are within the athlete's heat only
- Q = Qualified for the next round
- q = Qualified for the next round as a fastest loser or, in field events, by position without achieving the qualifying target
- NR = National record
- N/A = Round not applicable for the event
- Bye = Athlete not required to compete in round

أحداث المسار و المضمار
| الرياضي | حدث                   | الاحماء | الاحماء | نهائي | نهائي |
| الرياضي | حدث                   | نتيجة   | رتبة    | نتيجة | رتبة  |
| ------- | --------------------- | ------- | ------- | ----- | ----- |
| </br>   | تتابع مختلط 4 × 400 م |         |         |       |       |

## الملاكمة
دخلت البحرين بملاكم واحد في البطولة الأولمبية. تصدّر دانيس لاتيبوف المولود في بيلاروسيا قائمة الملاكمين المؤهلين من آسيا وأوقيانوسيا في فئة الوزن الثقيل للرجال للحصول على مكان في الفريق البحريني بناءً على تصنيفات فريق عمل الملاكمة للجنة الأولمبية الدولية ،
| رياضي         | حدث                        | دور الـ 16         | الدور ربع النهائي  | الدور نصف النهائي  | نهائي              | نهائي |
| رياضي         | حدث                        | معارضة </br> نتيجة | معارضة </br> نتيجة | معارضة </br> نتيجة | معارضة </br> نتيجة | رتبة  |
| ------------- | -------------------------- | ------------------ | ------------------ | ------------------ | ------------------ | ----- |
| دانيس لاتيبوف | الوزن الثقيل الخارق للرجال |                    |                    |                    |                    |       |

## كرة اليد
ملخص
Key:
- ET: After وقت إضافي
- P – Match decided by penalty-shootout.

| فريق         | حدث          | مرحلة المجموعات    | مرحلة المجموعات    | مرحلة المجموعات    | مرحلة المجموعات    | مرحلة المجموعات    | مرحلة المجموعات | الربع النهائي      | الدور قبل النهائي  | نهائي / BM         | نهائي / BM |
| فريق         | حدث          | معارضة </br> نتيجة | معارضة </br> نتيجة | معارضة </br> نتيجة | معارضة </br> نتيجة | معارضة </br> نتيجة | رتبة            | معارضة </br> نتيجة | معارضة </br> نتيجة | معارضة </br> نتيجة | رتبة       |
| ------------ | ------------ | ------------------ | ------------------ | ------------------ | ------------------ | ------------------ | --------------- | ------------------ | ------------------ | ------------------ | ---------- |
| رجال البحرين | بطولة الرجال |                    |                    |                    |                    |                    |                 |                    |                    |                    |            |

### بطولة الرجال
تأهل منتخب البحرين لكرة اليد رجال للأولمبياد بفوزه بالميدالية الذهبية في بطولة التصفيات الآسيوية 2019 في الدوحة ، قطر ، مما يدل على ظهور البحرين لأول مرة في هذه الرياضة.
قائمة الفريق
- حدث فريق الرجال - فريق واحد من 14 لاعباً

دور المجموعات

## الرماية
حصلت البحرين على مقعد واحد في أولمبياد طوكيو 2020، فأرسلت مريم حساني.
| الرياضيّة   | الحدث        | التصفيات | التصفيات | النهائي  | النهائي  |
| الرياضيّة   | الحدث        | النقاط   | الترتيب  | النقاط   | الترتيب  |
| ---------- | ------------ | -------- | -------- | -------- | -------- |
| مريم حساني | سكيت – سيدات | 112      | 24       | لم يتأهل | لم يتأهل |